# X-хромосома

Ідіограма X-хромосоми людини

X-хромосома — одна з двох статевих хромосом багатьох видів тварин, зокрема ссавців (інша — Y-хромосома). Ця хромосома є частиною системи визначення статі XY та системи визначення статі X0. X-хромосома була названа на честь її унікальних властивостей ранніми дослідниками, а відкрита дещо пізніше інша статева хромосома, була названа Y-хромосомою через наступну після Х букву латинської абетки.
У липні 2020 року було повідомлено про розшифрування людської хромосоми.

## Структура
X-хромосома набагато більша за розмірами ніж Y-хромосома та містить більше ділянок активного еухроматину. Також при порівнянні структур X та Y хромосом можна знайти гомологічні ділянки. Проте ці ділянки в Y-хромосомі значно менші ніж в Х, що може свідчити про генетичну дегенерацію першої. Внаслідок цього чоловіки, що мають лише одну Х-хромосому, більш схильні до хвороб, зчеплених зі статтю, ніж жінки, у яких дві, більш стабільні, Х хромосоми.
Дослідження показали, що приблизно 10% генів, які кодуються Х-хромосомою, мають асоціацію з так званими СТ-генами (від С — cancer (лат. рак), T — testis (лат. яєчка), як у хворих так і у здорових пацієнтів.

## Походження
Дослідниками Оно (1967 рік) та Росом (2005 рік) було висунуто гіпотезу, що X-хромосома може походити від автосомального (не пов'язаного зі статтю) геному інших ссавців, про що свідчать послідовності нуклеотидів в цій хромосомі.[джерело?]
Також Оно висловив узагальнення, яке отримало назву «закону Оно». Цей закон стверджує, що всі X-хромосоми плацентарних ссавців мають приблизно однаковий склад генів, а транслокації генів з автосом до X-хромосоми та навпаки є рідкісним явищем. Після 1995 року було відкрито низку генів, для яких ця закономірність не справджується[джерело?].

## Гени
- ARAF
- GPR143

## Патологія, пов'язана з мутаціями цієї хромосоми
- Синдром Аллана—Герндона—Дадлі
- Синдром Тернера